# Corte Savella
La Corte Savella va ser un edifici construït a Roma, a prop de la Basílica de Santa Sabina, pel papa Honori IV i utilitzat de residència papal. S'hi va celebrar l'elecció papal de 1287-88.
Anys després va ser un tribunal i presó romana confiada a la família Savelli des de 1375 com a mariscals i guardians del conclave. Estudiava els casos penals locals i va estendre la seva jurisdicció a tots els membres laics de la casa papal, una tasca que feia conjuntament amb Tor di Nona. Tenia el dret d'infligir la pena capital o empresonar. El tribunal disposava d'un jutge, dos notaris, 1 xèrif, un guardià de la presó i un executor de les penes. Arran de la sol·licitud d'ampliació de la cort que van demanar els Savelli, el 1652 el Papa Innocenci X va prendre nota de les condicions d'extrema degradació del centre i va decretar l'abolició dels privilegis a la família.